# الدوري الفرنسي لهوكي الجليد
الدوري الفرنسي لهوكي الجليد هو دوري هوكي الجليد في فرنسا.تأسس الدوري في 1906  ويتكون حالياً من 12 فريق.